# Nima
Nima – wieś w Rumunii, w okręgu Kluż, w gminie Mintiu Gherlii. W 2011 roku liczyła 740 mieszkańców.